# Magda Langenstraß-Uhlig
Magda Langenstraß-Uhlig, geb. Uhlig (* 11. November 1888 in Zillbach, Großherzogtum Sachsen-Weimar-Eisenach; † 2. Oktober 1965 in Wehrda, Landkreis Marburg) war eine deutsche Malerin der Moderne. Sie schuf ein umfangreiches expressionistisches, teilweise vom Bauhaus inspiriertes Werk.

## Leben und Werk
Magda Uhlig besuchte von 1895 bis 1903 eine Höhere Töchterschule in Bad Berka bei Weimar und lebte dann ein Jahr in einem Mädchenpensionat in Erfurt. Während dieser Jahre wurde ihr Interesse und Talent für die Malerei entdeckt und sie erhielt Zeichenunterricht. Nachdem ihre Eltern 1904 in die Residenz Weimar umgezogen waren, wurde sie, damals für eine Frau in der Kunst ungewöhnlich, an der Fürstlichen freien Zeichenschule Weimar zugelassen und besuchte daneben 1905 bis 1906 auch fakultative Kurse an der Großherzoglich-Sächsischen Kunstschule Weimar. Ihr 1907 bis 1911 folgendes Studium an der Kunstschule bei Sascha Schneider, Fritz Mackensen und Hans Olde, schloss Magda Uhlig mit einem Diplom in Malerei ab.
Im Jahr 1912 ging sie als freischaffende Malerin nach Jena. Dort heiratete sie 1914 den angehenden Arzt Karl Langenstraß und zog mit ihm nach Ilsenburg. Während des Ersten Weltkriegs begleitete sie ihren Mann, der als Sanitätsoffizier  in verschiedenen Lazaretten eingesetzt war, und schuf Zeichnungen und Gemälde vom Kriegsalltag verwundeter Soldaten. Nach dem Krieg verkehrte sie in Berlin in Kreisen der künstlerischen Avantgarde, hatte Kontakte mit Herwarth Walden und orientierte sich künstlerisch neu. Werke des deutschen Expressionismus und der gegenstandslosen Malerei, z. B. von Paul Klee und Wassily Kandinsky, wurden wichtig. Im Juni 1919 stellte sie gemeinsam mit Kurt Schwitters in Waldens Galerie „Der Sturm“ in Berlin aus.
1920 zog Magda Langenstraß-Uhlig mit ihrem Mann nach Egloffstein in Oberfranken, wo auch ihre beiden Töchter (* 1920 und 1923) zur Welt kamen. Nach der Trennung von ihrem Mann, der in die USA auswanderte, setzte sie von 1924 bis 1926 ihre Studien am Bauhaus in Weimar und Dessau fort. Sie besuchte den Vorkurs von László Moholy-Nagy und Josef Albers, Kurse zur Form- und Farbenlehre bei Klee und Kandinsky sowie Schriftkurse bei Joost Schmidt. Weiterhin war sie in der Webereiwerkstatt bei Georg Muche und Gunta Stölzl tätig.
Nach der Ausbildung am Bauhaus belegte sie 1926/27 Kurse in der Mal- und Modellierschule von Arthur Lewin-Funcke in Berlin. Sie siedelte sich in Rehbrücke (ab 1934 Bergholz-Rehbrücke und 1939 bis 1952 Ortsteil von Potsdam)  an und beschäftigte sich mit abstrakter Malerei. Dabei war sie von 1925 bis 1932 Mitglied der „Internationale(n) Vereinigung der Expressionisten, Futuristen, Kubisten und Konstruktivisten e.V./Die Abstrakten/Die Zeitgemäßen“.
Bereits 1933 in der Frühzeit des Nationalsozialismus konnte die Künstlerin mit ihrem Werk nicht mehr öffentlich auftreten – ihre Werke galten als entartet. Sie zeigte ihr Interesse an der Kunst nur auf Studienreisen nach Italien (1934) und in die USA (1935). Ende des Zweiten Weltkriegs zwang die Bombengefahr  Magda Langenstraß-Uhlig 1944, mit ihren Kindern nach Bayern auszuweichen.
1945 kehrte sie nach Potsdam-Rehbrücke zurück. In den Anfangsjahren der DDR 1951/52 rekonstruierte sie die Farbenlehre des Bauhauses. Im Jahre 1952 übersiedelte Magda Langenstraß-Uhlig in die Bundesrepublik, wo sie in Frankfurt am Main und Marburg wohnte. Am 2. Oktober 1965 verstarb Magda Langenstraß-Uhlig in Wehrda bei Marburg.

### Ehrung
Das Werk der lange vergessenen Künstlerin wurde 50 Jahre nach ihrem Tod mit einer Ausstellung „Künstlerinnen der Moderne – Magda Langenstraß-Uhlig und ihre Zeit“ im Potsdam Museum (24. Oktober 2015 – 31. Januar 2016) in der Gegenüberstellung mit 17 zeitgenössischen Werken zeitgenössischer Künstlerinnen gewürdigt, darunter Käthe Kollwitz, Sella Hasse, Hannah Höch, Jacoba van Heemskerck und Julie Wolfthorn.